# Хелена Ракочи
Хелена Ракочи (пољ. Helena Rakoczy; 23. децембар 1921 — 2. септембар 2014) била је пољска гимнастичарка и некадашња светска шампионка.

## Гимнастика
Учествовала је на Олимпијским играма 1952. и 1956. године. Њене највеће успехе, остварила је на Светским првенствима у гимнастици 1950. и 1954. године. Она је најодликованији пољски гимнастичар икада. Била је и светска шампионка у гимнастици. На Олимпијади у Хелсинкију 1952. године није успела да се квалификује у финале. Имала је медаљу са Олимпијских игара 1956. у Мелбурну и седам медаља од чега су 4 златне са два светска првенства 1950. у Базелу и 1954. у Риму. Била је висока 166 центиметара. Након завршетка гимнастичарске каријере, почела је да ради као тренер (укључујући и у националном тиму).